# Ивайло Шотев
Ивайло Валентинов Шотев е български икономист и политик от ПП „Продължаваме промяната“ (депутат и заместник-министър).
Той е народен представител от коалициите на партията в XLVII, XLVIII и XLIX народно събрание и после заместник-министър на икономиката и индустрията.

## Биография
Роден е в Пазарджик, България на 28 март 1987 г. Баща му Валентин Шотев е секретар на ДКМС в МВР до 1989 г., днес с дялове в десетки фирми, дългогодишен съдружник във фирма „Лева груп“ с бившата барета Алексей Петров).
Ивайло Шотев завършва Американския колеж в София, „Бизнес и икономика“ (със степен бакалавър) в Университетски колеж Лондон към Лондонския университет, „Икономика и политика“ (със степен магистър) в Московския държавен институт по международни отношения (МГИМО).
На парламентарните избори през ноември 2021 г. е избран за народен представител в XLVII народно събрание, където е член на Комисията по бюджет и финанси и на Комисията за контрол над службите за сигурност.
Напуска парламента и е назначен за заместник-министър на икономиката и индустрията на 19 юли 2023 г.